# Antonio del Río

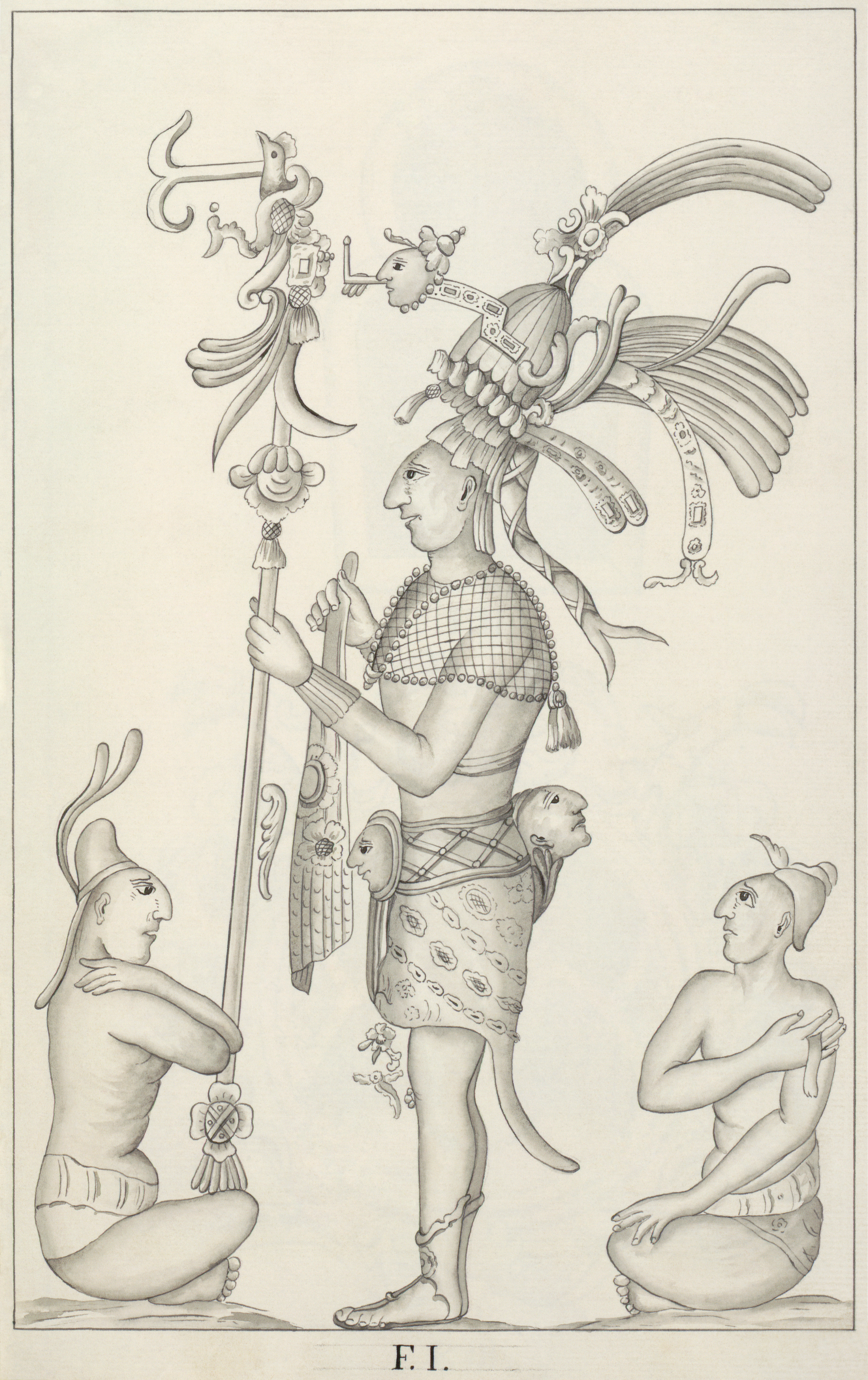
Dibujo realizado por Almendáriz en mayo de 1787, de un bajo relieve en estuco en Palenque (zona arqueológica). La pieza que data aproximadamente del año 670 d. C., es parte de la fachada del complejo central conocido como El Palacio.

Antonio del Río (ca. 1745 – ca. 1789) fue un capitán novohispano que condujo la primera exploración de carácter arqueológico documentada en Palenque, Chiapas, México, en 1787, por orden de Carlos III de España.

## Exploración de Palenque
La zona arqueológica de Palenque que contiene importantes yacimientos precolombinos de la cultura maya había sido insistentemente señalada por los nativos indígenas de la comunidad de Santo Domingo de Palenque, en el actual estado de Chiapas en México, hasta que fue integrada y enviada una comisión de investigación encabezada por Antonio del Río. 
Acompañaba al capitán, entre otros, el artista y dibujante guatemalteco Ricardo Almendáriz, quien se encargó de realizar varios dibujos de los edificios y esculturas encontradas en el lugar, a lo largo de la visita que duró tres semanas, en el mes de mayo del año citado. Los documentos (gráficos y explicativos) producidos como resultado de esta inspección, a manera de reporte de visita, aún tienen validez no solo artística e histórica, sino también científica.